# Astragalus curviflorus
Astragalus curviflorus es una especie de planta del género Astragalus, de la familia de las leguminosas, orden Fabales.

## Distribución
Astragalus curviflorus se distribuye por Irán.

## Taxonomía
Fue descrita científicamente por Boiss. Fue publicada en Diagn. Pl. Orient. 2: 67 (1843).